# Rudawa
Rudawa es una villa polaca atravesada por el Río Rudawa, que cuenta con una población de aproximadamente 1.720 habitantes. 
Esta villa fue fundada en el siglo XII, más concretamente en el año 1185. Para acceder a ella se puede utilizar la carretera regional DK 79.
- Wikimedia Commons alberga una categoría multimedia sobre Rudawa.

- Datos: Q147874
- Multimedia: Rudawa, Lesser Poland Voivodeship / Q147874